# Apiaixal
Apiaixal (accadi: 𒀀𒉿𒀀𒊩, A-pi-a-ŠAL) va ser un antic rei d'Assíria (cap als anys 2205 aC-2192 aC) segons la Llista dels reis, on apareix com el dissetè entre els «disset reis que vivien en tendes» i el primer entre els reis «dels quals el pare era conegut». Va ser el successor del seu pare Uixpia, que va regnar potser entre el 2218 aC i el 2205 aC. A Apiaixal l'hauria succeït el seu fill Hale que segurament va regnar entre el 2192 aC i el 2179 aC.
Apiaixal també apareix llistat a la secció dels deu reis els pares dels quals eren coneguts, una llista que es va escriure en ordre invers començant per Aminu (ca. 2088 aC — 2075 aC) i acabant amb Apiaixal. Aquests reis haurien estat anteriors a Xamxi-Adad I (aproximadament del 1754 aC al 1721 aC) que havia conquerit Assur. La llista pretendria donar legitimat al govern de Xamxi-Adad I i els seus dubtosos antecedents no assiris, incorporant als seus ancestres a la genealogia assíria. Aquesta interpretació ha estat rebutjada per diversos erudits i a la Cambridge Ancient History es rebutja explícitament, interpretant la llista de reis amb pares coneguts com la dels ancestres de Sulili (entre el 2075 aC i el 2062 aC aproximadament). No hi ha dades dels esdeveniments del seu regnat.